# Svizzera all'Eurovision Song Contest 1987
La Selezione Svizzera per l'Eurofestival 1987 si svolse a Lugano il 31 gennaio 1987 e fu presentata da Letizia Brunati.

## Canzoni in ordine di classifica
| Posizione | Canzone                          | Artista              |
| 1.        | Moitié moitié                    | Carole Rich          |
| 2.        | Nostradamus                      | Marc Dietrich        |
| 3.        | Da cumpignia                     | Furbaz               |
| 4.        | Die liebe ist eine reise         | Manuela Felice       |
| 5.        | Les pianos de l'Atlantique       | Pierre Alain & Atlas |
| 6.        | Questa vita                      | Paolo Monte          |
| 7.        | Mit musik bin ich niemals allein | Anetta Philip        |
| 8.        | Dimentica                        | Rita Nessi & I Team  |
| 9.        | I giorni miei                    | Gianni Maselli       |